# مه ۲۰۱۲
مه ۲۰۱۲، یکی از ماه‌های ۲۰۱۲ (میلادی) است.
آغاز آن، روز سه‌شنبه برابر با ۱۲ اردیبهشت ۱۳۹۱ خورشیدی.

مطابق با ۹ جمادی‌الثانی ۱۴۳۳ قمری می‌باشد.

## ۶ مه۲۰۱۲
- ایرج قادری، کارگردان، فیلمنامه‌نویس و بازیگر سرشناس ایران بامداد امروز، یکشنبه، ۱۷ اردیبهشت، در بیمارستانی در تهران درگذشته‌است. او به دلیل عارضه ریوی در بیمارستان بستری بود.بی بی سی فارسی

## ۷ مه۲۰۱۲
- فرانسوا اولاند، نامزد حزب سوسیالیست، روز یکشنبه رقیب خود نیکولا سارکوزی را شکست داد و به کاخ الیزه راه یافت.  فرانسوا اولاند نزدیک به ۵۲ درصد از کل آرا را از آن خود کرد. اولاند در نخستین سخنرانی خود به عنوان رئیس جمهور منتخب فرانسه در شهر تول گفت که در جهت وحدت کشور تلاش خواهد کرد. او گفت که برابری، آموزش و محترم شمردن محیط زیست از جمله اولویت‌های او به عنوان رئیس جمهور خواهد بود. سارکوزی، رئیس جمهور فعلی فرانسه نیز در یک سخنرانی برای هوادارانش در پاریس این شکست را پذیرفت و برای آقای اولاند آرزوی موفقیت کرد.بی بی سی فارسی و رادیوفردا

## ۱۲ مه۲۰۱۲
- قهرمانی سپاهان اصفهان در لیگ برتر فوتبال ایران

دیدارهای هفته ۳۴ و پایانی این فصل از لیگ برتر فوتبال باشگاه‌های ایران شامگاه ۲۲ اردیبهشت با دفاع مجدد سپاهان اصفهان از عنوان قهرمانی به پایان رسید. تراکتورسازی و استقلال نیز در رتبه‌های دوم و سوم ایستادند. تیم فوتبال سپاهان اصفهان در هفته ۳۴ و نهایی لیگ برتر فوتبال باشگاه‌های ایران با تساوی خانگی صفر بر صفر مقابل تیم سقوط کرده مس سرچشمه، عنوان قهرمانی در فصل ۱۳۹۱-۱۳۹۰ لیگ برتر این کشور را از آن خود کرد. زردپوشان اصفهان برای سومین بار متوالی و همچنین برای چهارمین بار در تاریخچه لیگ برتر، قهرمان فوتبال حرفه‌ای ایران شدند. اصفهانی‌ها با این کامیابی جواز حضور در مرحله گروهی فصل آینده لیگ قهرمانان آسیا را نیر تصاحب کردند. دویچه وله فارسی
- کریم انصاری فرد آقای گل لیگ برتر

## ۲۳ مه۲۰۱۲
- نیروی دریایی ایران به یک کشتی باری آمریکایی که نزدیک فجیره مورد حملهٔ دزدان دریایی واقع شده بود یاری رساند. (سان‌فرانسیسکو کرونیکل)

## پیوندهای روزانه
- درگاه: وقایع کنونی/وقایع ۳ مه ۲۰۱۲
- درگاه: وقایع کنونی/وقایع ۵ مه ۲۰۱۲
- درگاه: وقایع کنونی/وقایع ۶ مه ۲۰۱۲
- درگاه: وقایع کنونی/وقایع ۷ مه ۲۰۱۲
- درگاه: وقایع کنونی/وقایع ۱۲ مه ۲۰۱۲
- درگاه: وقایع کنونی/وقایع ۲۳ مه ۲۰۱۲